# Samuel Alito

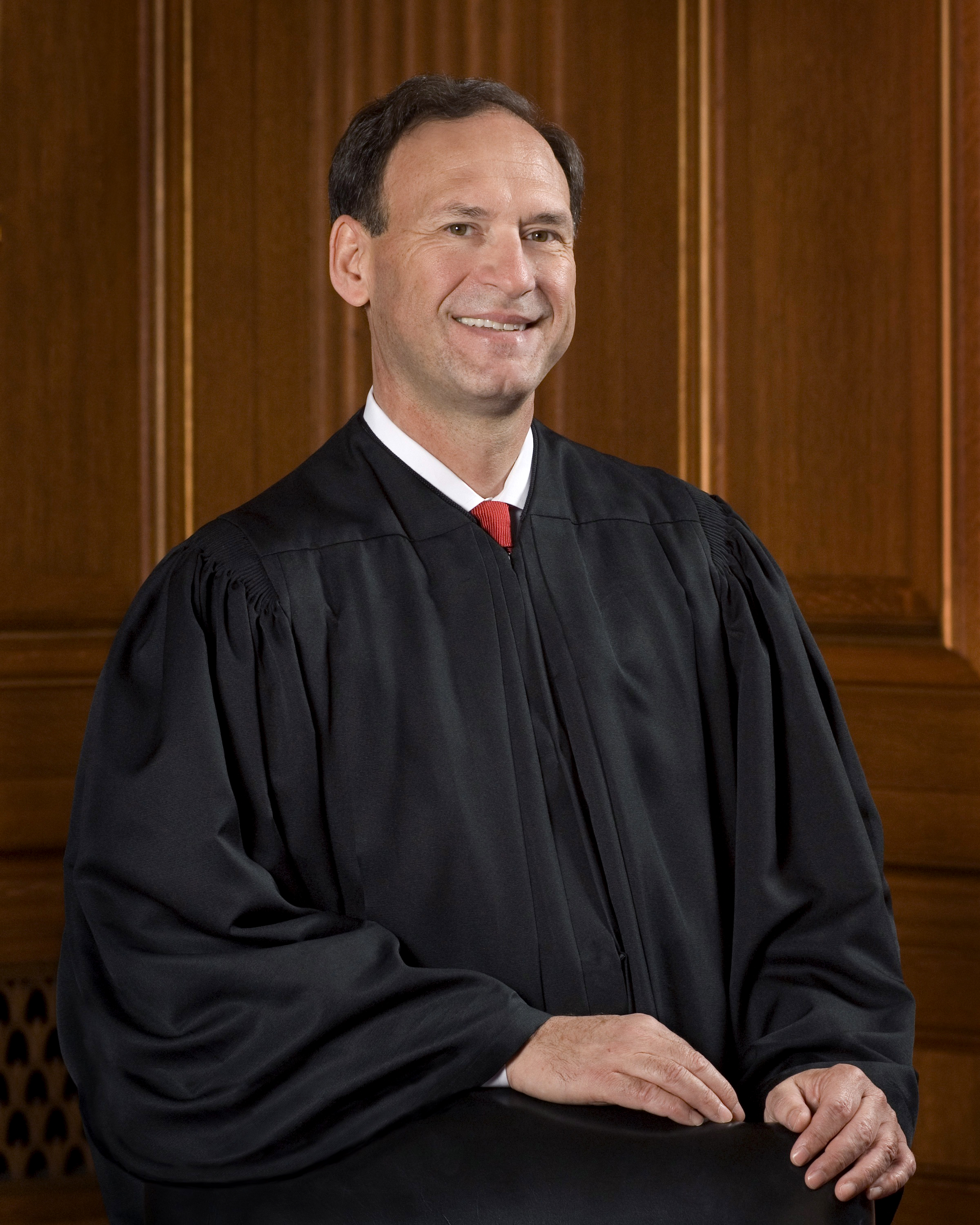
Samuel Alito (2007)

Samuel Anthony Alito Jr. (* 1. April 1950 in Trenton, New Jersey) ist ein US-amerikanischer Jurist und seit dem 31. Januar 2006 Richter am Obersten Gerichtshof der Vereinigten Staaten (Supreme Court). Alito wurde von US-Präsident George W. Bush an Stelle der zurückgezogenen Kandidatin Harriet Miers für die Nachfolge von Richterin Sandra Day O’Connor nominiert.

## Werdegang und Persönliches
Alito kam in New Jersey als Sohn italienischer Einwanderer zur Welt und studierte an der Woodrow Wilson School of Public and International Affairs der Universität Princeton und an der Yale Law School der Universität Yale. Alito ist Katholik und hat mit seiner Frau Martha-Ann einen Sohn und eine Tochter.
Von 1976 bis 1977 fungierte Alito als Gerichtsreferendar (law clerk) für Bundesberufungsrichter Leonard I. Garth, danach für vier Jahre als Assistenzbundesanwalt für den Distrikt New Jersey. 1981 wurde er Assistent des Solicitor General Rex E. Lee; ab 1985 war er stellvertretender Assistent des Attorney General Edwin Meese.
1987 wurde er als Nachfolger von Thomas W. Greelish Bundesstaatsanwalt für den Distrikt New Jersey. Als Staatsanwalt konzentrierte er seine Ermittlungen auf das organisierte Verbrechen sowie Korruption, Drogen- und Wirtschaftskriminalität. Er verlor einen spektakulären Mafia-Mordprozess gegen 20 Mitglieder des Genovese-Clans und erreichte die Verurteilung des Terroristen Yu Kikumura, der eine Rekrutierungsstation der US Navy in die Luft sprengen wollte. Nebenbei diente Alito in der Reserve der US Army, die er im Dienstgrad eines Hauptmanns verließ.
1990 ernannte ihn Präsident George Bush zum Bundesrichter am Bundesberufungsgericht für den 3. Gerichtskreis in Newark. An diesem als liberal geltenden Gericht befand sich Alito mit seiner Meinung vergleichsweise häufig in der Minderheit. Sowohl für den Posten als Staatsanwalt wie auch als Richter bestätigte ihn der Senat einstimmig im Amt.
Alito gilt als überzeugter Konservativer. Als er sich 1985 um seine Stelle im Justizministerium bewarb, gab er an, dass er „sehr stark an die Beschränkung der Staatsmacht, den Föderalismus, das freie Unternehmertum, den Vorrang der gewählten Staatsgewalten, die Notwendigkeit einer starken und wirksamen Strafverfolgung und die Legitimität des Schutzes traditioneller Werte durch den Staat“ glaube und dass er besonders stolz sei darauf, für die Regierung vor Gericht die Auffassung vertreten zu haben, dass die Verfassung kein Recht auf Abtreibung schütze und dass die Bevorzugung von Minderheiten verfassungswidrig sei.

## Nominierung zum Richter am US Supreme Court

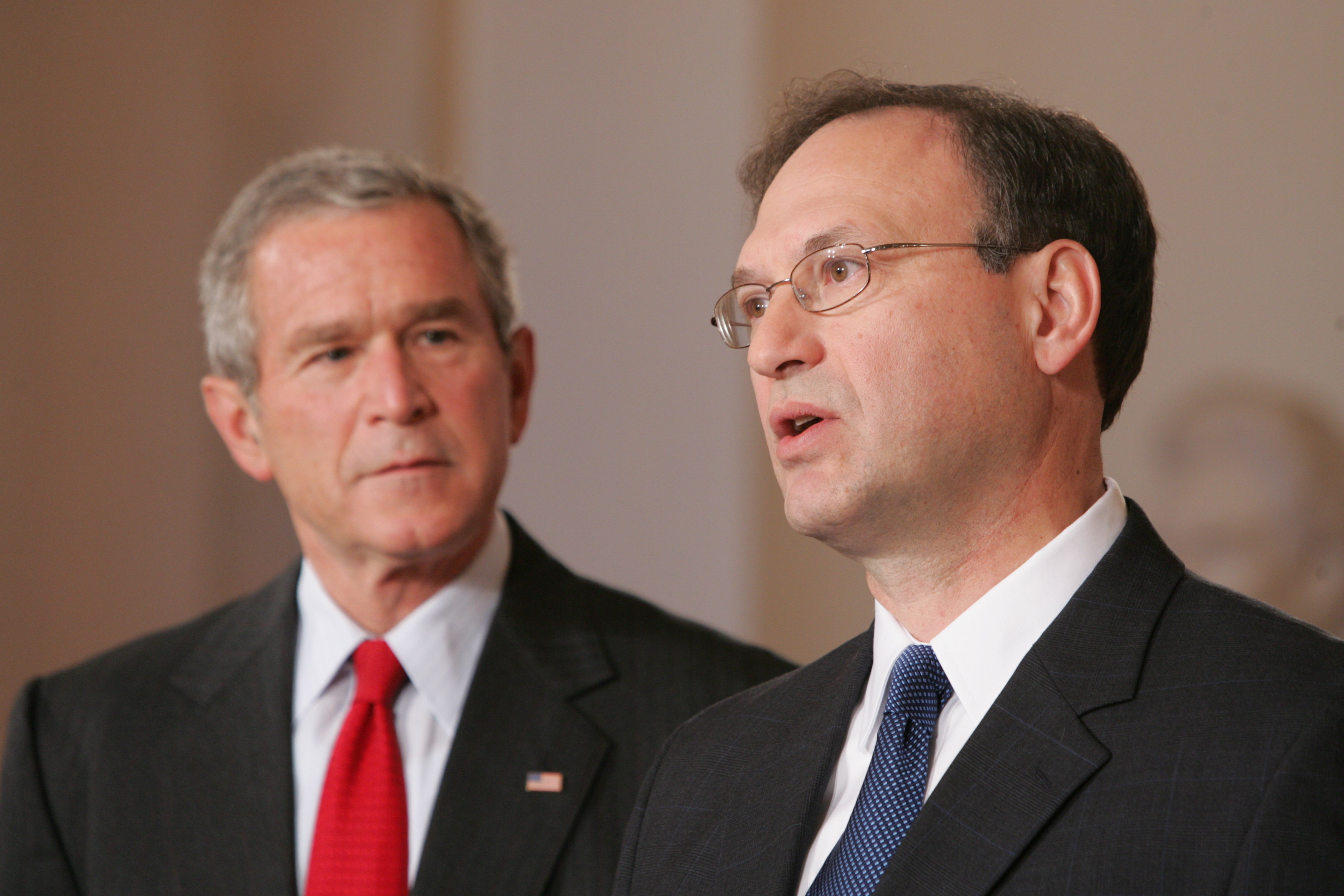
Samuel Alito bei seiner Nominierung durch Präsident George W. Bush

Am 31. Oktober 2005 nominierte Präsident George W. Bush Alito für die Nachfolge von Sandra Day O’Connor am Supreme Court. Er reagierte damit auf den Umstand, dass die zuerst nominierte Kandidatin, Bushs persönliche Rechtsberaterin Harriet Miers, ihre Kandidatur nach heftiger Kritik vor allem aus dem rechten Lager zurückziehen musste.
Republikanische Meinungsführer, sowohl im Parlament wie in der Presse, stellten sich hinter Alito und betonten, dass dessen bisherige Entscheide zeigen würden, dass er allein dem Recht verpflichtet sei und das Richteramt nicht dazu missbrauche, demokratisch zustande gekommene Gesetze im Sinne der eigenen politischen Meinungen umzustoßen, wie es von Demokraten nominierte Richter oft täten. Einige bedauerten aber, dass Bush nicht einen radikaleren Konservativen wie die Richter J. Michael Luttig, Edith Jones oder Janice Rogers Brown nominiert hatte.
Meinungsführer der oppositionellen Demokraten zeigten sich zunächst zurückhaltend, aber linksliberale Interessengruppen kündigten rasch ihre Opposition gegen Alito an. Sie befürchten, dass mit der Ablösung der zentristischen O’Connor, die am Supreme Court oft die entscheidende Stimme abgab, durch den rechts stehenden Alito liberale Errungenschaften wie das Recht auf Abtreibung in Gefahr seien.
In den Debatten um Alitos Nominierung im Justizausschuss des Senats versuchten die demokratischen Senatoren, seine Bestätigung zu verhindern. Sie führten unter anderem ins Feld, dass Alito sich in einer Bewerbung für eine Stelle in der Regierung Reagan als Rechtskonservativer und Abtreibungsgegner profiliert hatte, dass er einer reaktionär-konservativen Studentengruppe angehört habe, dass er in einem Verfahren gegen eine Unternehmung, in die er investiert hatte, nicht schnell genug in den Ausstand getreten sei und dass er ein Verfechter einer allzu großen Machtfülle der Exekutive sei. Dank der geschlossenen Unterstützung durch die Republikaner und Alitos Juristenkollegen aus allen politischen Lagern, seiner ausgewiesenen juristischen Kompetenz und seiner zehnjährigen tadellosen Laufbahn als Berufungsrichter war seine Nominierung im Urteil der meisten Beobachter allerdings nie ernsthaft in Gefahr.

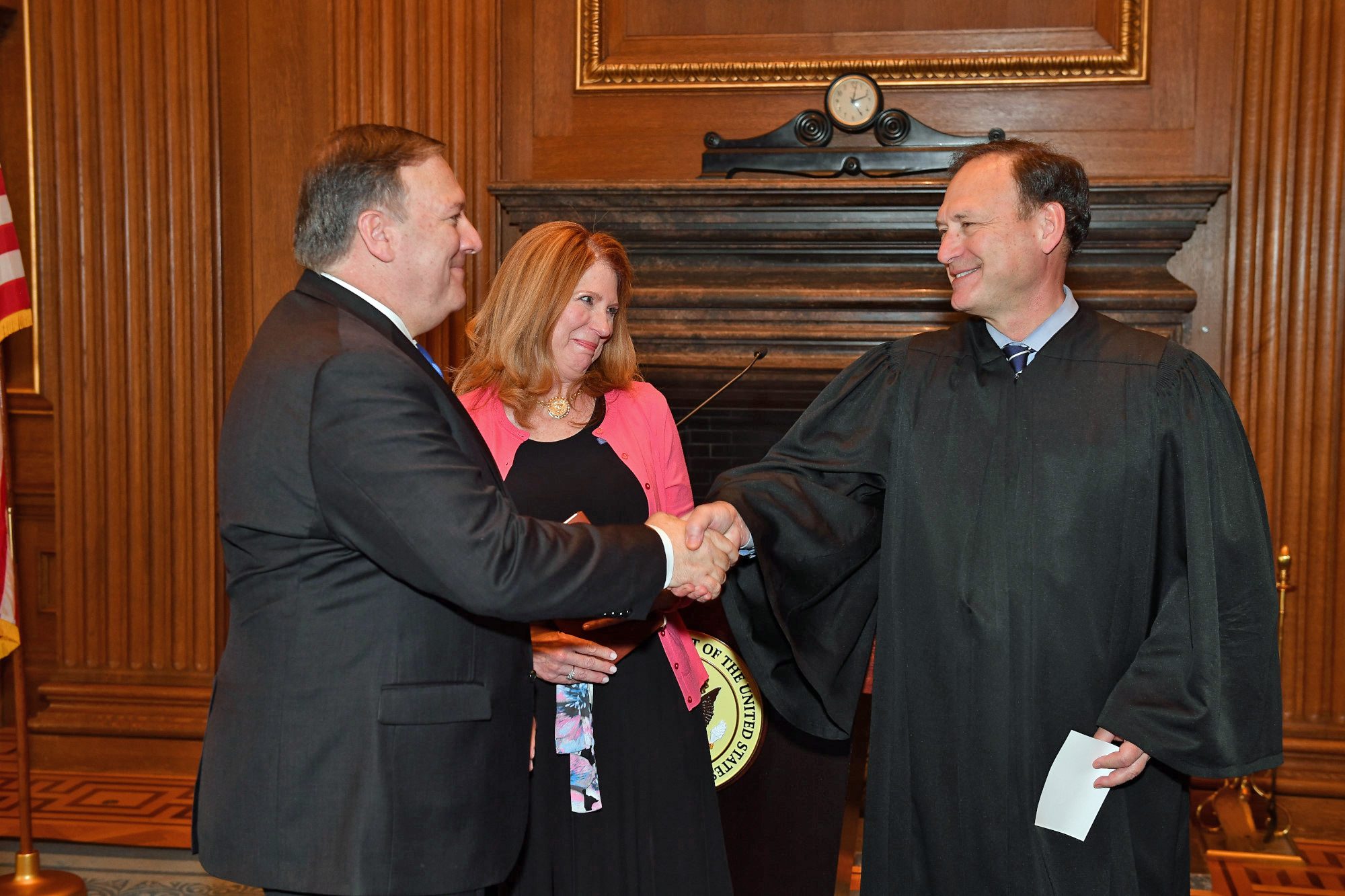
Samuel Alito (r.) mit Außenminister Mike Pompeo und dessen Frau (2018)

Der Justizausschuss empfahl dem Senatsplenum mit zehn republikanischen gegen acht demokratische Stimmen die Bestätigung Alitos. Am 30. Januar 2006 stimmte der Senat mit 75:25 Stimmen für den Abschluss der Debatte um Alitos Nominierung und wehrte damit einen von den Demokraten John Kerry und Edward Kennedy angeführten Filibuster ab. Am 31. Januar 2006 bestätigte der Senat Alito mit 58:42 Stimmen im Amt. Alle republikanischen Senatoren bis auf einen (Lincoln Chafee) stimmten für, alle demokratischen Senatoren bis auf vier (Robert Byrd, Kent Conrad, Tim Johnson, Ben Nelson) gegen ihn.

## Rechtsprechung

### Als Bundesberufungsrichter
Einige US-Juristen haben Alito wegen der angeblichen Ähnlichkeit seiner Überzeugungen zu denen von Antonin Scalia den Spitznamen „Scalito“ gegeben. Andere seiner Juristenkollegen betonen aber, dass sich Alito, anders als Scalia, durch Zurückhaltung und Kollegialität auszeichne, dass er kein Originalist sei und dass er sein Richteramt nie im Dienst einer politischen Agenda eingesetzt habe.
Eine Analyse seiner Rechtsprechung als Bundesberufungsrichter durch die Washington Post kam zu folgenden Schlüssen:
- Im Allgemeinen ist Alitos Profil als Richter vergleichbar mit dem anderer Bundesrichter, die von republikanischen Präsidenten ernannt wurden. Die Anzahl der Fälle, in denen er in der Minderheit war oder in denen der Supreme Court seine Entscheidung auf dem Berufungsweg aufhob, entsprechen dem Durchschnitt.
- Alito neigt dazu, den Auffassungen von Exekutivbehörden großes Gewicht zuzumessen, vor allem in Straf- oder Einwanderungsverfahren, aber weniger in Fragen der Regulierung der Wirtschaft. Dementsprechend fallen seine Urteile oft zuungunsten von Angeklagten, Asylsuchenden oder Einwanderern aus.
- In der Frage der Trennung von Kirche und Staat vertritt Alito durchwegs die Meinung, dass eine größere Rolle der Religion im öffentlichen Leben mit dem Ersten Verfassungszusatz vereinbar ist.

Zu Alitos bedeutenden Entscheidungen als Bundesberufungsrichter gehören:

#### Religionsfreiheit
- Die Mehrheitsmeinung in ACLU v. Schundler, 168 F.3d 92 (3d Cir. 1999): Eine Feiertagsausstellung in einem Rathaus mit Krippe, Menora, säkularen Festtagssymbolen und einem Banner, das für Pluralismus (diversity) wirbt, ist nicht verfassungswidrig.

#### Meinungsfreiheit
- Die Mehrheitsmeinung in Saxe v. State College Area School District, 240 F.3d 200 (3d Cir. 2001): Eine „Anti-Belästigungs-Regel“ einer öffentlichen Schule, die Meinungsäußerungen verbietet, die sich nicht auf den Schulbetrieb auswirken, verstößt gegen den Ersten Verfassungszusatz.

#### Abtreibung
- Eine Minderheitsmeinung in Planned Parenthood v. Casey, 947 F.2d 682 (3d Cir. 1991): Ein pennsylvanisches Gesetz, das Ehefrauen u. a. verpflichtete, vor einer Abtreibung ihre Ehemänner zu informieren, verstößt nach Alitos Meinung nicht gegen die Verfassung. Der Supreme Court bestätigte später knapp, mit 5 zu 4 Stimmen, die Verfassungswidrigkeit dieses Gesetzes.

#### Andere Rechtsgebiete
- Die Mehrheitsmeinung in Fatin v. INS, 12 F.3d 1233 (3d Cir. 1993): Eine Iranerin kann in den USA Asyl beantragen, wenn sie nachweist, dass sie unter den repressiven sozialen Normen im Iran (wie dem Schleierzwang) leidet oder wegen ihrer feministischen Überzeugung verfolgt wird.
- Die Mehrheitsmeinung in Shore Regional High School Board of Education v. P.S., 381 F.3d 194 (3d Cir. 2004): Eine öffentliche Schule verstößt gegen Bundesrecht, wenn sie einen Schüler nicht vor Belästigungen (bullying) durch Mitschüler wegen seiner Unsportlichkeit und seiner vermeintlichen Homosexualität schützt.
- Die Mehrheitsmeinung in Williams v. Price, 343 F.3d 223 (3d Cir. 2003): Ein schwarzer Gefangener ist vorläufig freizulassen (writ of habeas corpus), da die Gerichte des Bundesstaats nicht berücksichtigten, dass einer der Geschworenen bei der Verurteilung des Gefangenen rassistische Äußerungen getätigt haben soll.
- Eine Minderheitsmeinung in Homar v. Gilbert, 89 F.3d 1009 (3d Cir. 1996): Eine staatliche Universität, die einen Campuswachmann ohne Anhörung unbezahlt vom Dienst freistellt, nachdem er wegen Drogenvergehen angeklagt wurde, verstößt nach Alitos Meinung nicht gegen dessen Verfahrensrechte. Der Supreme Court schloss sich in der Folge Alitos Meinung an.

### Als Richter am Obersten Gerichtshof

#### Meinungsfreiheit
- Abweichende Meinung in Morse v. Frederick, 551 U.S. 393 (2007): Alito stimmt der Mehrheitsmeinung zu, dass Schulen die Bewerbung von illegalen Drogen durch Schüler in oder in der Nähe einer Schulveranstaltung verbieten können, betont aber, dass politische Sprache, auch solche, die sich um Drogen dreht, erlaubt bleiben müsse.
- Mehrheitsmeinung in Davis v. Federal Election Commission, 554 U.S. 724 (2008): Teile des Bipartisan Campaign Reform Act, die politische Kandidaten bei der Finanzierung ihrer eigenen Kampagnen einschränken, sind verfassungswidrig.
- Mindermeinung in Snyder v. Phelbs, 562 U.S. 443 (2011): Die Störung der Bestattung eines katholischen Soldaten durch die Westboro Baptist Church ist laut Alito nicht durch den 1. Verfassungszusatz gedeckt, da sie in einer zivilisierten Gesellschaft vollkommen intolerabel sei. Die Kirche könne in dem Fall daher haftbar gemacht werden.
- Mindermeinung in United States v. Alvarez, 567 U.S. 709 (2012): Der Stolen Valor Act, der es unter Strafe stellte, sich als Empfänger einer Ehrung des US-Militärs darzustellen, ist laut Alito verfassungsgemäß, da solche Behauptungen tatsächlichen Schaden verursachten und durch kein legitimes Interesse zu begründen seien.

#### Arbeitsrecht
- Mehrheitsmeinung in Gomez-Perez v. Potter, 553 U.S. 474 (2008): Arbeitnehmer, die eine Beschwerde nach dem Age Discrimination in Employment Act einreichen und deswegen vom Arbeitgeber oder Mitarbeitern belästigt werden, können dagegen klagen.
- Mehrheitsmeinung in Burwell v. Hobby Lobby, 573 U.S. 682 (2014): Eine Vorgabe des Gesundheitsministerium, die Arbeitgebern vorschreibt weiblichen Arbeitnehmern bestimmte empfängnisverhütende Mittel zu bezahlen verstößt bei religiösen Privatunternehmen gegen den Religious Freedom Restoration Act.
- Mehrheitsmeinung in Janus v. AFSCME, 585 U.S. ___ (2018): Arbeitnehmer können unter dem 1. Verfassungszusatz nicht dazu gezwungen werden Beiträge an eine Gewerkschaft zu zahlen, wenn sie nicht Mitglied in der Gewerkschaft sind, aber trotzdem von den von ihnen ausgehandelten Tarifverträgen profitieren.
- Mindermeinung in Bostock v. Clayton County, 590 U.S. ___ (2020): Der Civil Rights Act of 1964 erlaubt nach der Meinung Alitos die Diskriminierung von Arbeitnehmern aufgrund ihrer sexuellen Orientierung und Identität, da diese Kategorien vom Kongress nicht mit gemeint worden seien bzw. zu der Zeit noch unbekannt waren. Die Mehrheitsmeinung sei Machtmissbrauch durch das Gericht.

#### Todesstrafe
- Mehrheitsmeinung in Glossip v. Gross, 576 U.S. ___ (2015): Eine Hinrichtung durch Midazolam ist keine grausame und ungewöhnliche Strafe nach dem 8. Verfassungszusatz. Zum Tode Verurteilte haben die Beweislast, wenn sie gegen eine Art der Hinrichtung klagen, und müssen darstellen, dass eine bekannte und verfügbare Alternative existiert.

#### Waffenrechte
- Mehrheitsmeinung in McDonald v. Chicago, 561 U.S. 742 (2010): Das Recht auf Waffenbesitz aus dem 2. Verfassungszusatz bindet aufgrund des 14. Verfassungszusatz nicht nur die Bundesebene, sondern auch die einzelnen Bundesstaaten.

#### Gesundheitsrecht
- Mindermeinung (gemeinsam mit Scalia, Kennedy und Thomas) in National Federation of Independent Business v. Sebelius, 567 U.S. 519 (2012): Nach Meinung der Autoren ist die Vorschrift des Patient Protection and Affordable Care Acts, die nicht versicherten Bürgern eine Strafzahlung auferlegt, eine verfassungswidrige Überschreitung der Rechte des Kongresses. Da nach der Mehrheitsmeinung auch andere Teile des ACA verfassungswidrig seien, hätte das Gericht das komplette Gesetz als inoperabel betrachten müssen.

#### Personenstandsrecht
- Mindermeinung in Obergefell v. Hodges, 576 U.S. 644 (2015): Der 14. Verfassungszusatz schreibe nicht die Anerkennung der gleichgeschlechtlichen Ehe vor, da diese nicht „tief in der Geschichte und Tradition der Nation“ verankert sei, wie von Washington v. Glucksberg vorgeschrieben.

#### Abtreibung
- Mehrheitsmeinung in Dobbs v. Jackson Women’s Health Organization, 597 U.S. ___ (2022): Alito ist Verfasser des Urteils, das (mit 6 gegen 3 Richterstimmen) das Verbot von Abtreibungen nach der 15. Schwangerschaftswoche des Staates Mississippi für verfassungskonform erklärt und (mit 5 gegen 4 Richterstimmen) befindet, dass die Verfassung kein implizites Recht auf Schwangerschaftsabbruch enthalte, und die anderslautenden Urteile in den Fällen Roe v. Wade (1973) und Planned Parenthood v. Casey (1992) außer Kraft setzt. In Alitos Begründung wird die im Kern fast 50 Jahre lang gültig gewesene Grundsatzentscheidung zu Roe v. Wade als „von Beginn an völlig verfehlt“ (“egregiously wrong from the start”) bezeichnet.

## Kritik
Im Mai 2024 berichtete die New York Times, Alito habe wenige Tage nach dem Sturm auf das Kapitol im Jahr 2021 eine auf dem Kopf stehende US-Flagge vor seinem Haus gehisst. Diese wurde zu diesem Zeitpunkt von Trump-Anhängern als Symbol des Protests gegen das Wahlergebnis der Präsidentschaftswahl 2020 verwendet. Daher wurden Zweifel an der Neutralität Alitos aufgeworfen. Alito gab an, die umgedrehte Flagge sei ohne seine Beteiligung von seiner Ehefrau angebracht worden.

### Zur Person
- Profil Alitos von US News (Memento vom 31. Oktober 2005 im Internet Archive)
- Profil Alitos auf dem SCOTUSblog (Memento vom 31. Oktober 2005 im Internet Archive)
- Profil Alitos in der New York Times

### Zur Rechtsprechung
- Entscheide zur Meinungsäußerungsfreiheit vom First Amendment Center
- Vertrags- und gesellschaftsrechtliche Entscheide (Memento vom 10. Juli 2012 im Internet Archive) auf dem Ideoblog
- Urheberrechtliche Entscheide auf dem Patry Copyright Blog
- Auftritte vor dem Supreme Court als stellvertretender Generalstaatsanwalt auf dem ACSblog

### Weblogs
- SCOTUS Blog – Neuigkeiten zum Supreme Court und zur Nomination.

Die Webseiten sind auf Englisch, wenn nicht anders angegeben.